# 巴拉克维尔
巴拉克维尔（法語：Baraqueville，法語發音：[baʁakvil]），法国南部城市，奥克西塔尼大区阿韦龙省的一个市镇，隶属于鲁埃格自由城区，其市镇面积为33.54平方公里，2022年1月1日时人口数量为3,168人，在法国市镇中排名第3,548位。
巴拉克维尔位于阿韦龙省中西部，是一个区域性的中心城市，法国国道N88线和多条公路在此交汇。

## 地名来源
根据阿韦龙省旅游局网站的论述，“Baraqueville”一名出自18世纪时当地一座叫“La baraque de Fraysse”的客栈。“baraque”在现代法语中意为“木屋、棚屋”。
巴拉克维尔所处区域历史上曾通行奥克语朗格多克方言，“Baraqueville”在奥克语维基百科及同语言的Openstreetmap中对应的拼写为“La Barraca de Fraisse”。

## 历史

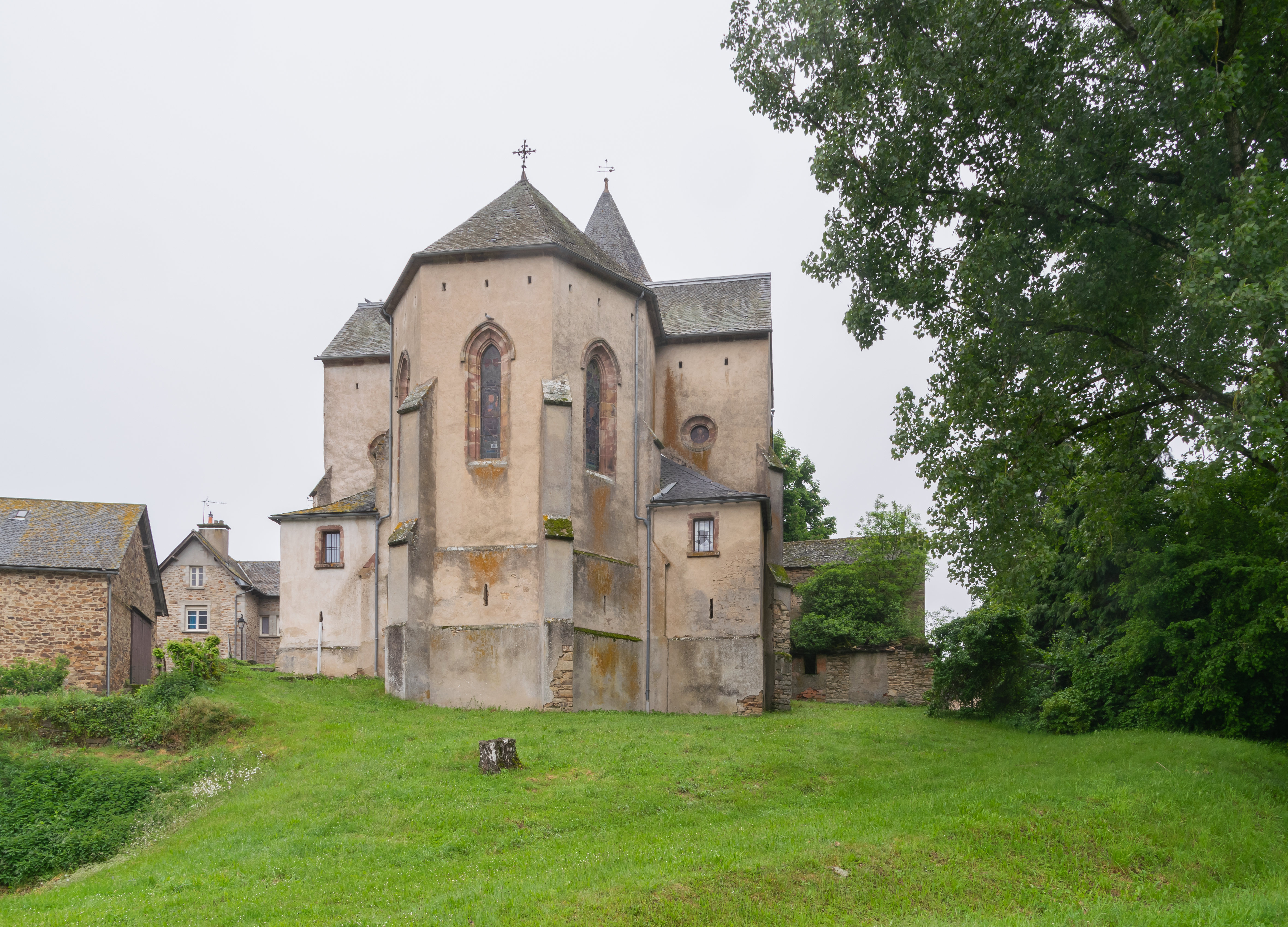
原沃尔斯境内的圣玛丽教堂

巴拉克维尔成立于1973年，由卡尔瑟纳克-佩拉莱斯和沃尔斯两个市镇合并而成，其中卡尔瑟纳克-佩拉莱斯为政府驻地。
卡尔瑟纳克-佩拉莱斯的早期历史尚不清楚，根据根据当地官方网站的论述，公元18世纪时建成的“里昂—图卢兹”道路和“鲁埃格自由城—米约”道路在此处交汇，该地此后成为一处驿站。法国大革命后，卡尔瑟纳克-佩拉莱斯成为阿韦龙省的一个市镇，并自1801年起成为巴拉克维尔-索沃泰尔县的县治。1832年，莱克鲁泽（Les Crouzets）、普拉迪讷（Pradines）和沃尔皮亚克（Volpillac）三个市镇整体并入卡尔瑟纳克-佩拉莱斯。工业革命期间，途经卡尔瑟纳克-佩拉莱斯的卡斯泰尔诺达里—罗德兹铁路建成通车。交通的发展使得卡尔瑟纳克-佩拉莱斯人口数量有所增加，当地自1906年起开办集市。
沃尔斯历史上长期为一处普通农业聚落，法国大革命后成为阿韦龙省的一个独立市镇。1837年，拉克斯（Lax）、沃尔斯德卡尔蒙（Vors-de-Calmont）和沃尔斯德罗德兹（Vors-de-Rodez）三个市镇整体并入沃尔斯。

## 地理

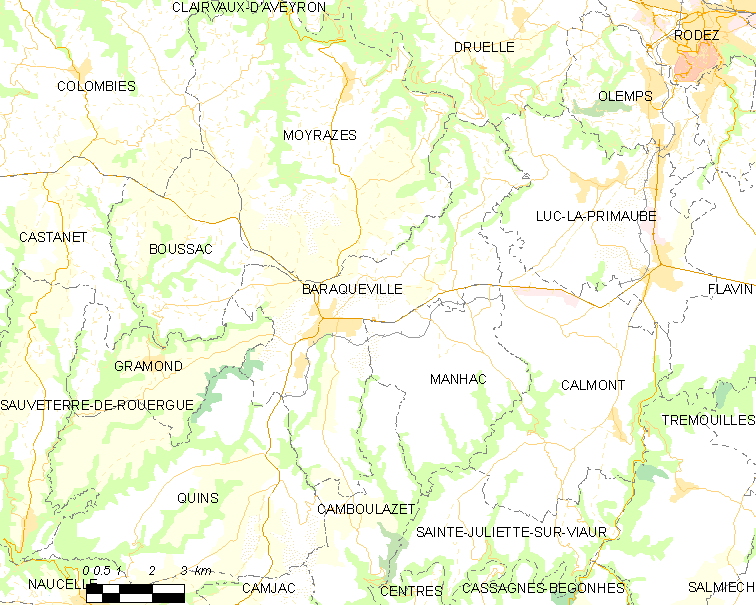
巴拉克维尔市镇范围地图

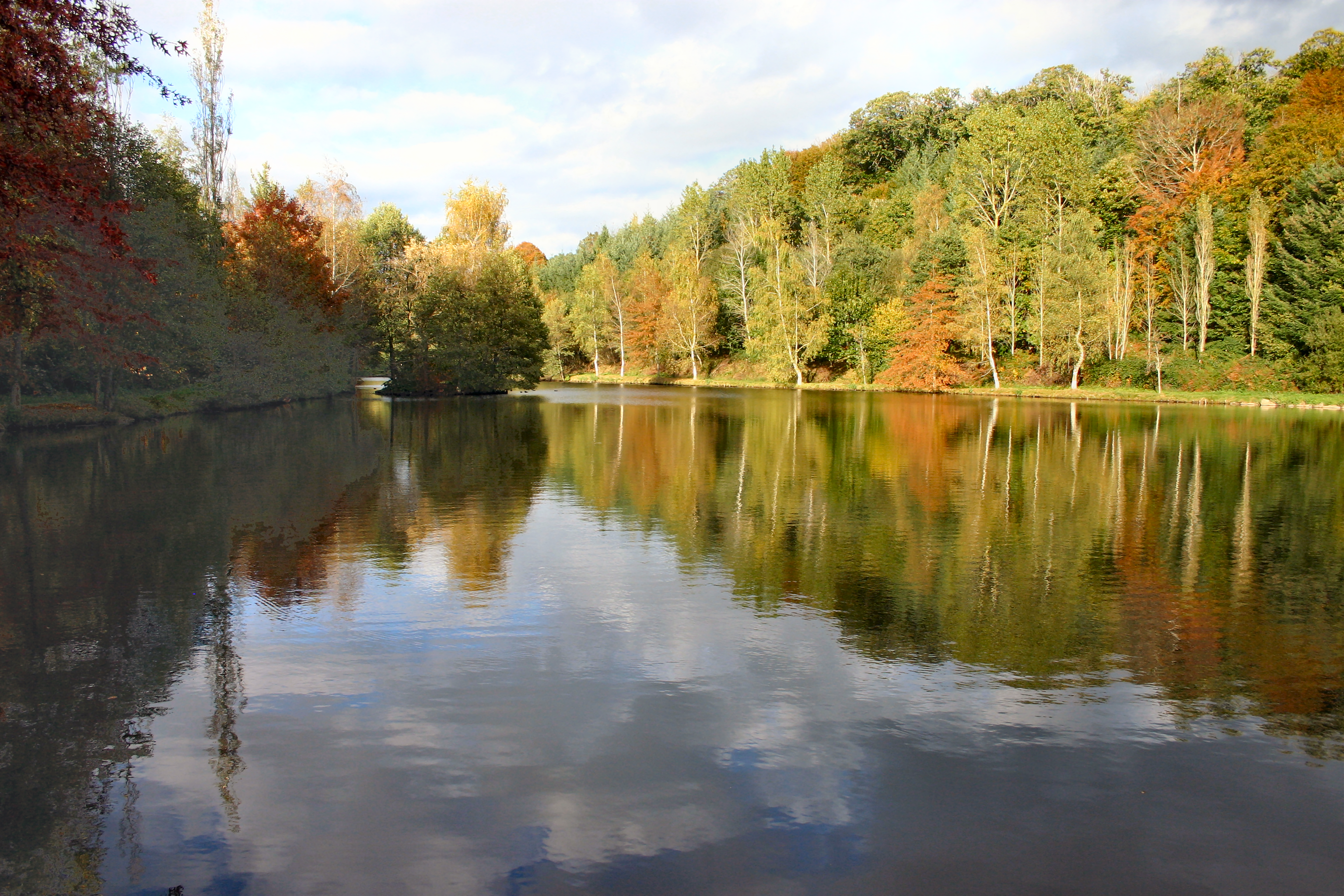
巴拉克维尔境内的一处湖畔

巴拉克维尔位于法国南部，奥克西塔尼大区中北部和阿韦龙省中西部，距离省会罗德兹大约19公里。与巴拉克维尔接壤的市镇包括：布萨克、卡尔蒙、康布拉泽、格拉蒙、吕克-拉普里莫布、马纳克、穆瓦拉泽斯和坎斯。

### 地形
巴拉克维尔位于法国中央高原西南部，塞加拉地区腹地，境内以丘陵和山地为主，市镇中心位于一处东西走向的高地之上，南北两侧为斜坡，沿河地带地势起伏普遍较为明显，全境海拔在470到813米之间。

### 水文
巴拉克维尔位于加龙河流域范围内，莱讷河发源于巴拉克维尔境内并向北注入阿韦龙河，该河源头处建有水坝及随之形成的湖泊；孔戈尔布溪（ruisseau de Congorbes）亦发源于巴拉克维尔市镇范围内，并向南流出市境，注入塔恩河。

### 植被
巴拉克维尔属于温带阔叶混交林区，林地散落分布于河流附近及坡地地带。
在鲜花城市的评比中，巴拉克维尔暂未被评级。

### 气候
巴拉克维尔在柯本气候分类法中属于带有大陆性及山地气候特征的温带海洋性气候（Cfb）。
距离巴拉克维尔最近的常年气象站位于马西亚克瓦隆，以下为该气象站的数据：
| 马西亚克瓦隆 1981年－2019年 | 马西亚克瓦隆 1981年－2019年 | 马西亚克瓦隆 1981年－2019年 | 马西亚克瓦隆 1981年－2019年 | 马西亚克瓦隆 1981年－2019年 | 马西亚克瓦隆 1981年－2019年 | 马西亚克瓦隆 1981年－2019年 | 马西亚克瓦隆 1981年－2019年 | 马西亚克瓦隆 1981年－2019年 | 马西亚克瓦隆 1981年－2019年 | 马西亚克瓦隆 1981年－2019年 | 马西亚克瓦隆 1981年－2019年 | 马西亚克瓦隆 1981年－2019年 | 马西亚克瓦隆 1981年－2019年 |
| 月份                        | 1月                         | 2月                         | 3月                         | 4月                         | 5月                         | 6月                         | 7月                         | 8月                         | 9月                         | 10月                        | 11月                        | 12月                        | 全年                        |
| --------------------------- | --------------------------- | --------------------------- | --------------------------- | --------------------------- | --------------------------- | --------------------------- | --------------------------- | --------------------------- | --------------------------- | --------------------------- | --------------------------- | --------------------------- | --------------------------- |
| 历史最高温 °C（°F）         | 17.8 (64.0)                 | 23.5 (74.3)                 | 25 (77)                     | 28.8 (83.8)                 | 31.6 (88.9)                 | 38.9 (102.0)                | 39.5 (103.1)                | 38.9 (102.0)                | 35.6 (96.1)                 | 28.5 (83.3)                 | 25.8 (78.4)                 | 21 (70)                     | 39.5 (103.1)                |
| 平均高温 °C（°F）           | 6.8 (44.2)                  | 8.1 (46.6)                  | 11.5 (52.7)                 | 14.2 (57.6)                 | 18.4 (65.1)                 | 22.3 (72.1)                 | 25.6 (78.1)                 | 25.3 (77.5)                 | 21.2 (70.2)                 | 16.4 (61.5)                 | 10.5 (50.9)                 | 7.6 (45.7)                  | 15.7 (60.2)                 |
| 日均气温 °C（°F）           | 3.1 (37.6)                  | 3.8 (38.8)                  | 6.6 (43.9)                  | 9.1 (48.4)                  | 13.1 (55.6)                 | 16.6 (61.9)                 | 19.4 (66.9)                 | 19.2 (66.6)                 | 15.6 (60.1)                 | 11.9 (53.4)                 | 6.6 (43.9)                  | 3.9 (39.0)                  | 10.7 (51.3)                 |
| 平均低温 °C（°F）           | −0.7 (30.7)                 | −0.4 (31.3)                 | 1.8 (35.2)                  | 4.1 (39.4)                  | 7.8 (46.0)                  | 11 (52)                     | 13.3 (55.9)                 | 13.1 (55.6)                 | 10 (50)                     | 7.5 (45.5)                  | 2.8 (37.0)                  | 0.2 (32.4)                  | 5.9 (42.6)                  |
| 历史最低温 °C（°F）         | −25.2 (−13.4)               | −16.1 (3.0)                 | −14.5 (5.9)                 | −5.5 (22.1)                 | −2.7 (27.1)                 | 1.3 (34.3)                  | 3 (37)                      | 2 (36)                      | −2 (28)                     | −6.1 (21.0)                 | −11.5 (11.3)                | −13.2 (8.2)                 | −25.2 (−13.4)               |
| 平均降水量 mm（）           | 73.6 (2.90)                 | 59.7 (2.35)                 | 66.7 (2.63)                 | 90.1 (3.55)                 | 97.1 (3.82)                 | 72.9 (2.87)                 | 47.4 (1.87)                 | 63.2 (2.49)                 | 77 (3.0)                    | 83.2 (3.28)                 | 81 (3.2)                    | 82.3 (3.24)                 | 894.2 (35.2)                |
| 月均日照時數                | 63.6                        | 89.5                        | 125.9                       | 194.7                       | 211.8                       | 249.9                       | 187.4                       | 263.5                       | 214.6                       | 183.2                       | 68.3                        | 87.2                        | 1,939.6                     |
| 来源：Infoclimat            |                             |                             |                             |                             |                             |                             |                             |                             |                             |                             |                             |                             |                             |

## 行政区划
巴拉克维尔的市镇编号为12056，邮政编号为12160。
在行政管理方面，巴拉克维尔隶属于法国奥克西塔尼大区阿韦龙省鲁埃格自由城区；在地方选举方面，巴拉克维尔是塞奥尔-塞加拉县的中央投票站所在地，其市镇范围全境被划入阿韦龙省第二选区；在社会管理方面，巴拉克维尔是塞加利地区市镇公共社区的办公驻地。
截至2024年12月，巴拉克维尔市镇范围内暂无任何城市敏感街区及城市政策优先街区。
法国国家统计与经济研究所（简称“INSEE”）在进行数据统计时，将巴拉克维尔市镇单独设为巴拉克维尔城市核心区，并将包括核心区在内的周边共38个市镇划为罗德兹城市区。自2020年起，罗德兹城市区被划入包含68个市镇的罗德兹城市辐射区代替。此外，INSEE还将巴拉克维尔市镇整体看作一个“块区”（IRIS），以便于统计人口分布情况。

## 交通

### 公路
法国国道N88线和阿韦龙省省道D911线在巴拉克维尔市中心交汇，连接罗德兹和阿尔比之间的双向四车道快速公路已于2022年建成通车，另有省道D38线、D57线、D193线、D507线、D546线、D570线和D624线也经过巴拉克维尔境内。奥克西塔尼大区公共交通（商业名称为“liO”）下属的城际客运220线和221线经停巴拉克维尔，可通往罗德兹、鲁埃格自由城、诺塞勒、里约佩鲁等地。
2021年，79.9%的巴拉克维尔家庭拥有至少一辆私人汽车。2021年，巴拉克维尔境内共发生各类交通事故4起，造成5人受伤，其中2人重伤。
| 11 | 64 |

| 罗德兹 | 20 |

| 鲁埃格自由城 | 41 |

| 塔尼 | 28 |

### 铁路

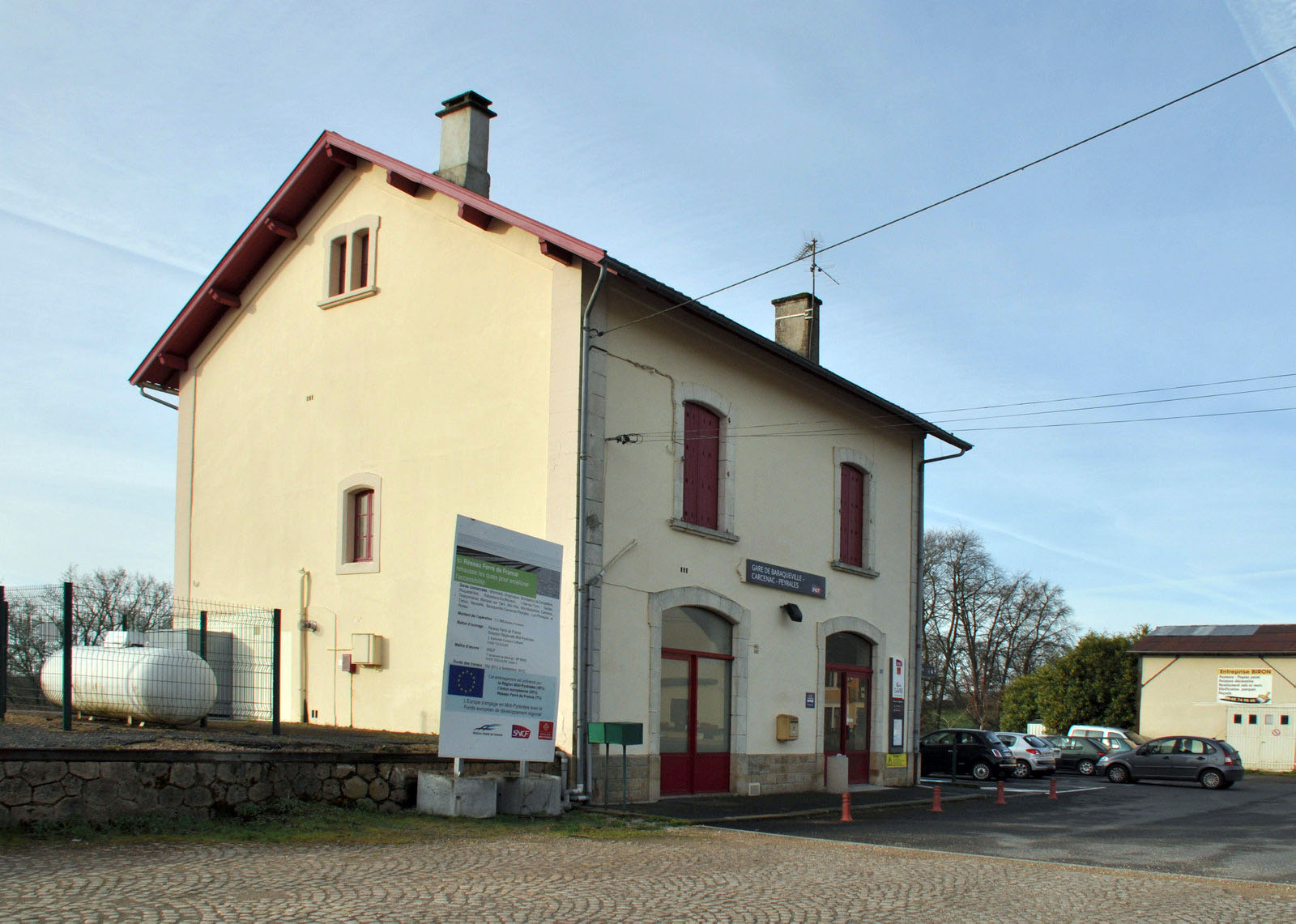
巴拉克维尔-卡尔瑟纳克-佩拉莱斯火车站主站房

巴拉克维尔位于卡斯泰尔诺达里—罗德兹铁路上。巴拉克维尔-卡尔瑟纳克-佩拉莱斯站位于巴拉克维尔市区西南部，停靠往返于图卢兹和罗德兹一线的区域列车。

### 航空
巴拉克维尔距离罗德兹机场的公路里程大约26公里。

### 城市公共交通
截至2024年12月，巴拉克维尔暂无城市公共交通系统。

## 政治

### 市政内阁

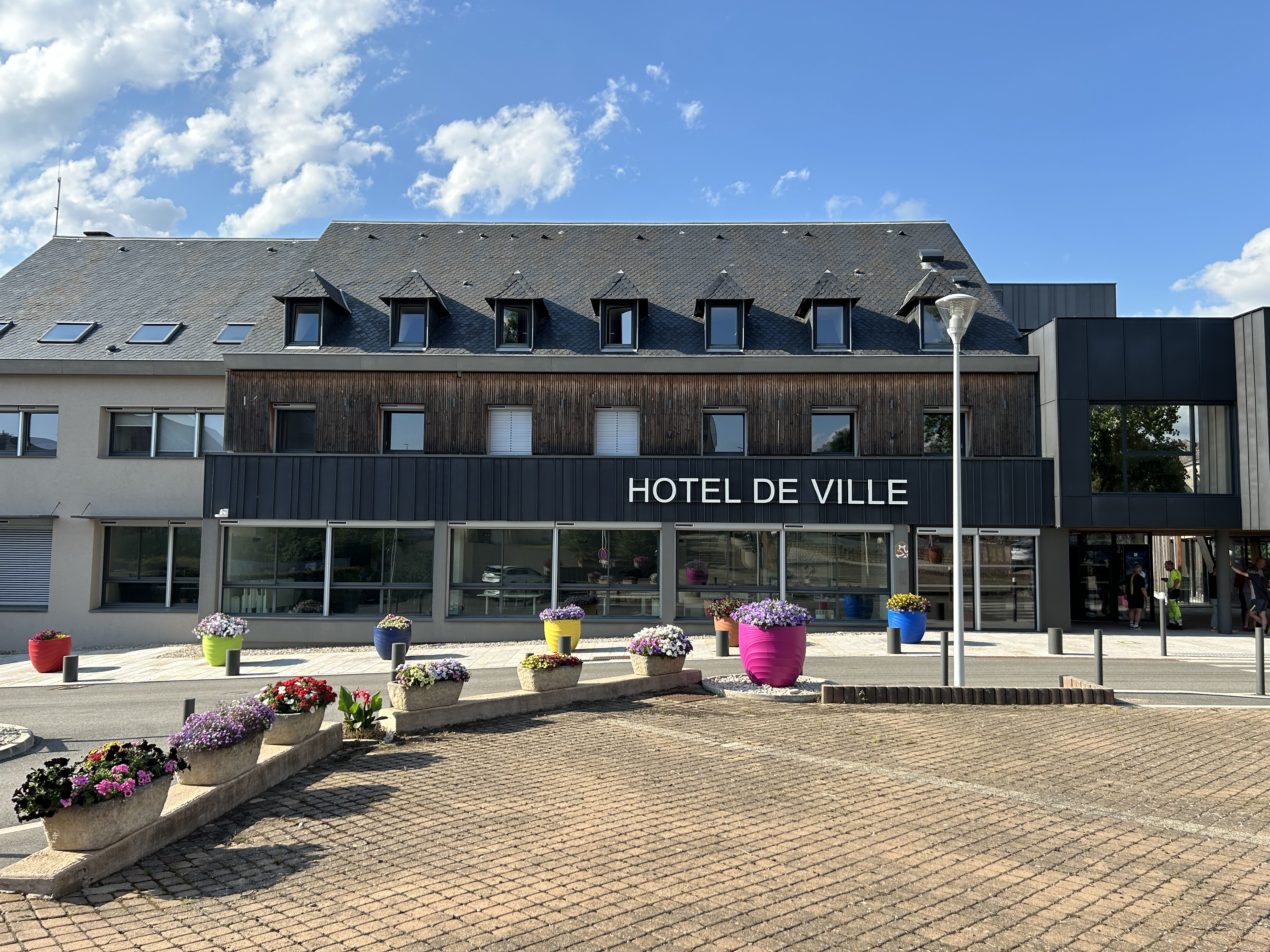
巴拉克维尔市政厅

巴拉克维尔的现任市长为雅克·巴尔巴藏热先生（Jacques BARBEZANGE），他是一名无党派人士，在2020年的市政选举中获得了67.97%的支持率。
| 巴拉克维尔历届市长 | 巴拉克维尔历届市长                    | 巴拉克维尔历届市长                |
| 任期               | 市长                                  | 党派                              |
| ------------------ | ------------------------------------- | --------------------------------- |
| 1973年－1977年     | Jacques BOUBAL 雅克·布巴尔            | 不详                              |
| 1977年－2001年     | Denys JAUDON 德尼·若东                | PS社会党                          |
| 2001年－2008年     | Jean-Louis CALVIAC 让-路易·卡尔维亚克 | UMP人民运动联盟                   |
| 2008年－2011年     | Jean ALBINET 让·阿尔比内              | 不详                              |
| 2011年－2014年     | Marie-José MARTY 玛丽-若塞·马蒂       | 不详                              |
| 2014年－           | Jacques BARBEZANGE 雅克·巴尔巴藏热    | UDI民主人士和独立人士联盟 →無黨籍 |

### 各级选举
| 巴拉克维尔历届投票选举结果 | 巴拉克维尔历届投票选举结果 | 巴拉克维尔历届投票选举结果 | 巴拉克维尔历届投票选举结果 | 巴拉克维尔历届投票选举结果      | 巴拉克维尔历届投票选举结果 | 巴拉克维尔历届投票选举结果  | 巴拉克维尔历届投票选举结果  | 巴拉克维尔历届投票选举结果  | 巴拉克维尔历届投票选举结果 |
| 选举项目                   | 选举范围                   | 选区单位                   | 选区单位内的选举结果       | 选区单位内的选举结果            | 选区单位内的选举结果       | 选区单位内的选举结果        | 选区单位内的选举结果        | 选区单位内的选举结果        | 参考资料                   |
| 选举项目                   | 选举范围                   | 选区单位                   | 第一轮胜出者               | 第一轮胜出者                    | 支持率                     | 第二轮胜出者                | 第二轮胜出者                | 支持率                      | 参考资料                   |
| -------------------------- | -------------------------- | -------------------------- | -------------------------- | ------------------------------- | -------------------------- | --------------------------- | --------------------------- | --------------------------- | -------------------------- |
| 2017年法國總統選舉         | 法國                       | 市镇                       |                            | 埃马纽埃尔·马克龙               | 28.86%                     |                             | 埃马纽埃尔·马克龙           | 75.2%                       | [ 29 ]                     |
| 2017年法国立法选举         | 阿韦龙省第二选区           | 市镇                       |                            | 安娜·布朗                       | 51.89%                     |                             | 安娜·布朗                   | 100%                        | [ 29 ]                     |
| 2019年欧洲议会选举         | 法國                       | 市镇                       |                            | 纳塔莉·卢瓦索                   | 26.81%                     | （不适用）                  | （不适用）                  | （不适用）                  | [ 31 ]                     |
| 2021年法国省级选举         | 阿韦龙省                   | 县                         |                            | 雅克·巴尔巴藏热 维尔日妮·菲尔曼 | 62.38%                     | （不适用） （第一轮已胜出） | （不适用） （第一轮已胜出） | （不适用） （第一轮已胜出） | [ 32 ] [ 33 ]              |
| 2021年法国省级选举         | 阿韦龙省                   | 市镇                       |                            | 雅克·巴尔巴藏热 维尔日妮·菲尔曼 | 64.42%                     | （不适用） （第一轮已胜出） | （不适用） （第一轮已胜出） | （不适用） （第一轮已胜出） | [ 32 ] [ 33 ]              |
| 2021年法国大区选举         | 奧克西塔尼大區             | 市镇                       |                            | 卡萝尔·德尔加                   | 48.49%                     |                             | 卡萝尔·德尔加               | 64.32%                      | [ 34 ]                     |
| 2022年法国总统选举         | 法國                       | 市镇                       |                            | 埃马纽埃尔·马克龙               | 30.89%                     |                             | 埃马纽埃尔·马克龙           | 62.51%                      | [ 29 ]                     |
| 2022年法国立法选举         | 阿韦龙省第二选区           | 市镇                       |                            | 萨米埃尔·德瓜拉                 | 29.07%                     |                             | 萨米埃尔·德瓜拉             | 57.85%                      | [ 29 ]                     |
| 2024年欧洲议会选举         | 法國                       | 市镇                       |                            | 若尔丹·巴尔代拉                 | 27.78%                     | （不适用）                  | （不适用）                  | （不适用）                  | [ 29 ]                     |
| 2024年法国立法选举         | 阿韦龙省第二选区           | 市镇                       |                            | 萨米埃尔·德瓜拉                 | 36.25%                     |                             | 洛朗·亚历山大               | 53.81%                      | [ 29 ]                     |

## 人口
2021年，巴拉克维尔市镇人口数量为3,163，在法国排名第3,548位。其中男性1,583人，女性1,580人，75岁及以上人口占9.0%，外籍人口数量为78人，人口密度为93人/平方公里，当地居民被称为（男性）或（女性）。2022年，巴拉克维尔境内出生38人，死亡人口30人。
| 巴拉克维尔1973年－2021年人口变化情况 |
|                                      |
| 数据来源：Cassini、INSEE             |

## 经济

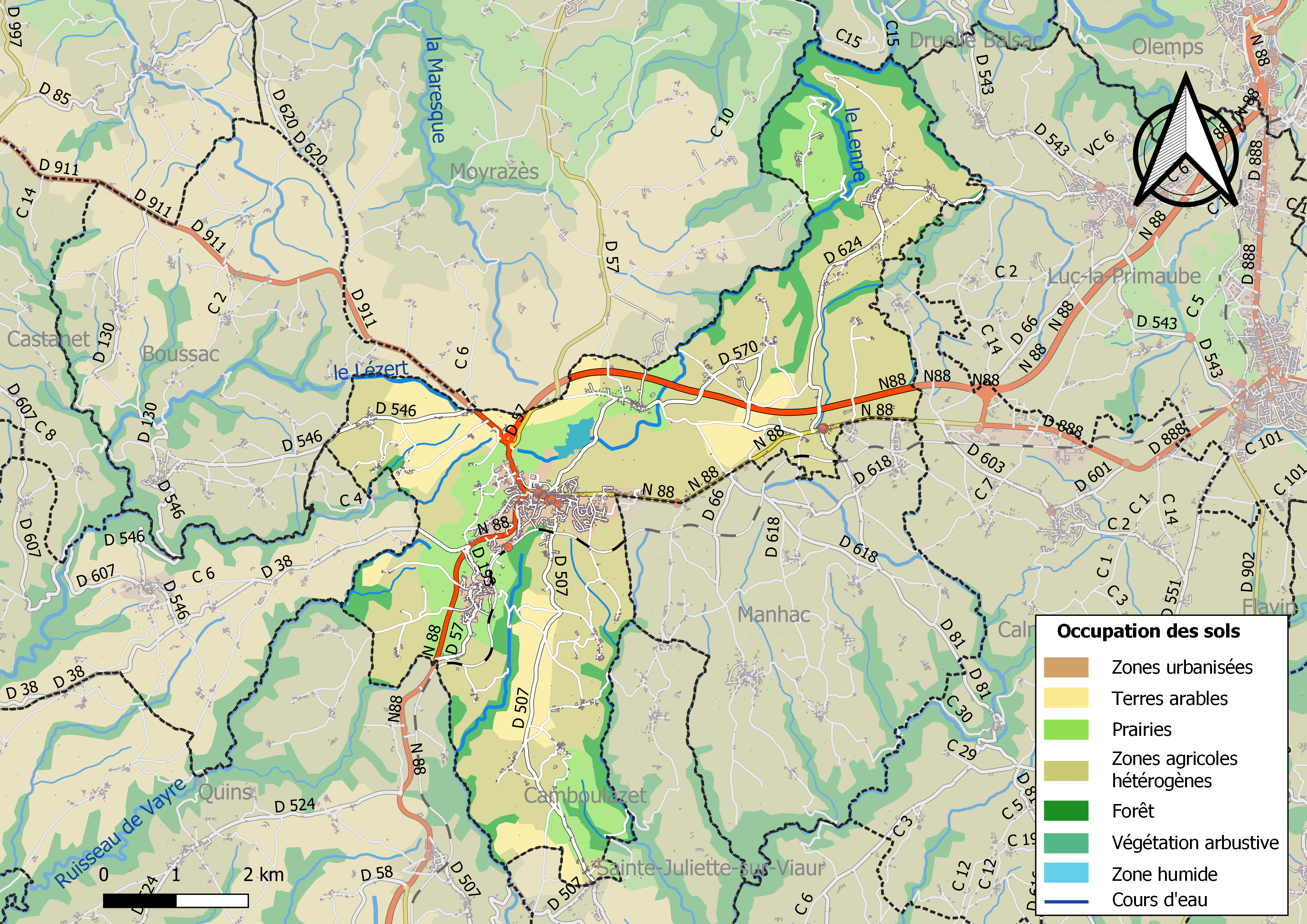
巴拉克维尔土地利用情况地图

巴拉克维尔是一个区域性的中心城市。截至2024年12月，巴拉克维尔市镇范围内共有各类用人单位（包含自雇）582家，平均历史为18年，其中99.32%为中小型企业（PME），2024年10月至12月间，当地的经济活力指数为0.84%。（农林器械制造）、（办公用品制造）及（食品加工）是当地2022年已公布营业额最高的三个企业，分别为11,042,405欧元、9,746,224欧元和4,362,782欧元。

## 财政与居民收入
2022年，巴拉克维尔的财政收入总额为3,263,290欧元，财政支出总额为2,444,450欧元，当年的债务总额为2,803,420欧元。2022年，巴拉克维尔市镇通过增值税获得58,600欧元的收入，此外当地还共获得了247,690欧元的国家直接财政补助。
| 巴拉克维尔居民收入情况                           | 巴拉克维尔居民收入情况 | 巴拉克维尔居民收入情况 | 巴拉克维尔居民收入情况 |
| 内容                                             | 巴拉克维尔             | 法国                   | 统计年份               |
| ------------------------------------------------ | ---------------------- | ---------------------- | ---------------------- |
| 征税家庭总数                                     | 1,364                  | 1,081（法国市镇平均）  | 2022年                 |
| 居民平均月收入                                   | 2,072欧元              | 2,435欧元              | 2022年                 |
| 高级职员人均月收入                               | 3,215欧元              | 4,331欧元              | 2021年                 |
| 中级职员人均月收入                               | 2,228欧元              | 2,470欧元              | 2021年                 |
| 普通职员人均月收入                               | 1,754欧元              | 1,801欧元              | 2021年                 |
| 贫困率                                           | 9%                     | 14.5%                  | 2020年                 |
| 青壮年（15至64岁）失业率                         | 5.4%                   | 7.4%                   | 2020年                 |
| 征税家庭数量占比                                 | 41.6%                  | 45.5%                  | 2020年                 |
| 家庭年均纳税                                     | 2,419欧元              | 4,393欧元              | 2022年                 |
| 资料来源：INSEE、L'Internaute、Le Journal du Net |                        |                        |                        |

## 社会事务

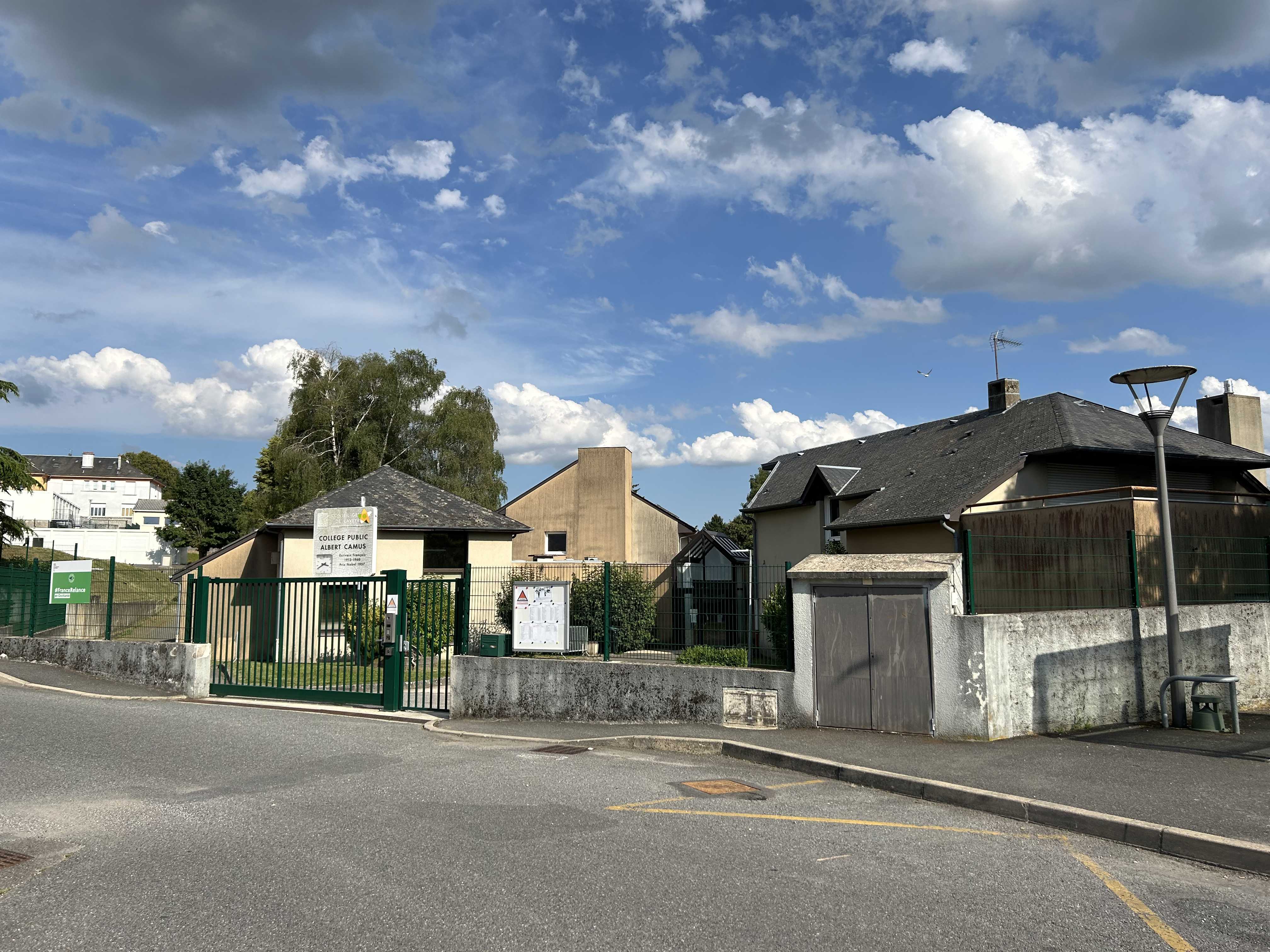
巴拉克维尔境内的一所初级中学

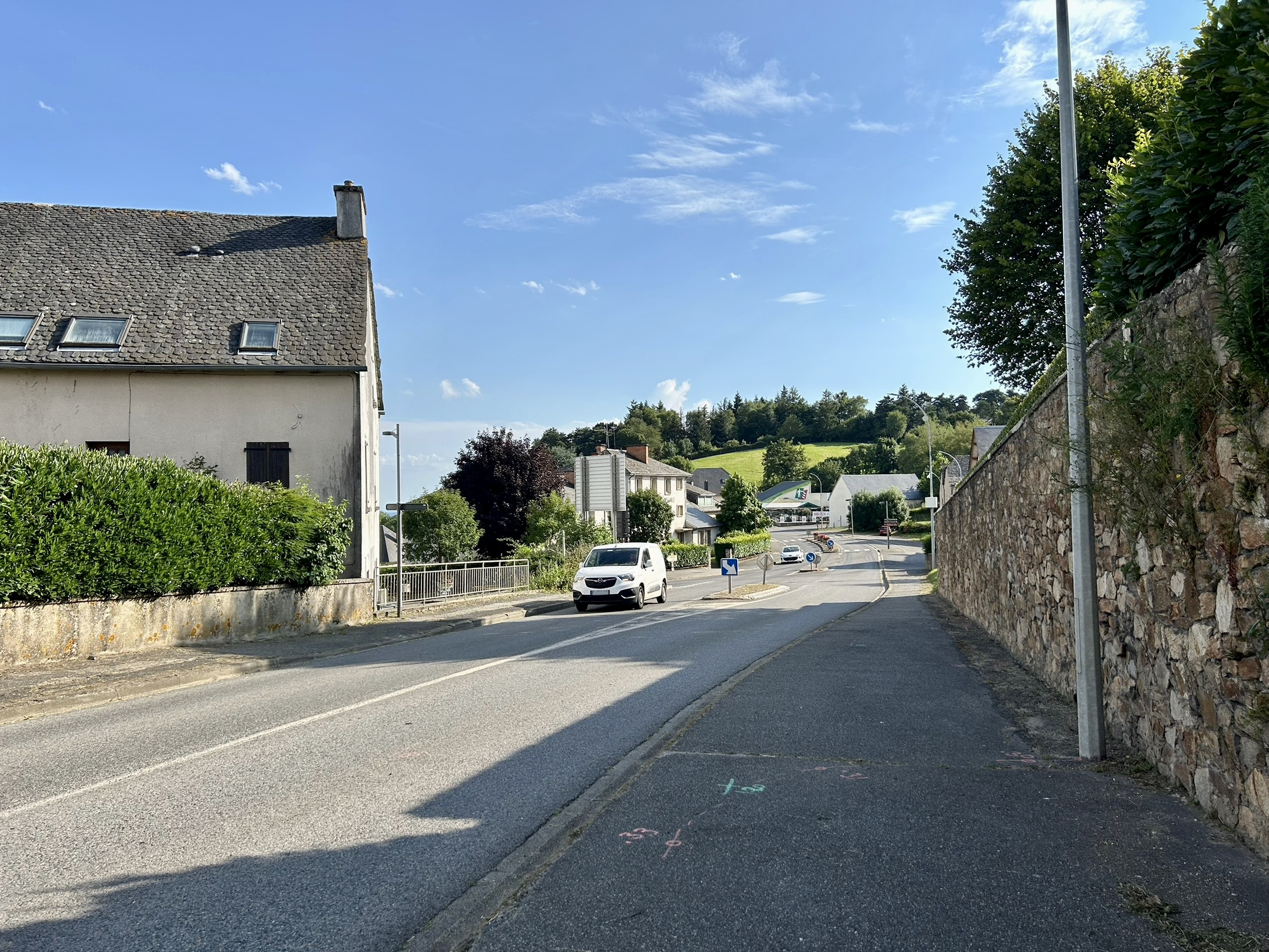
图卢兹大街

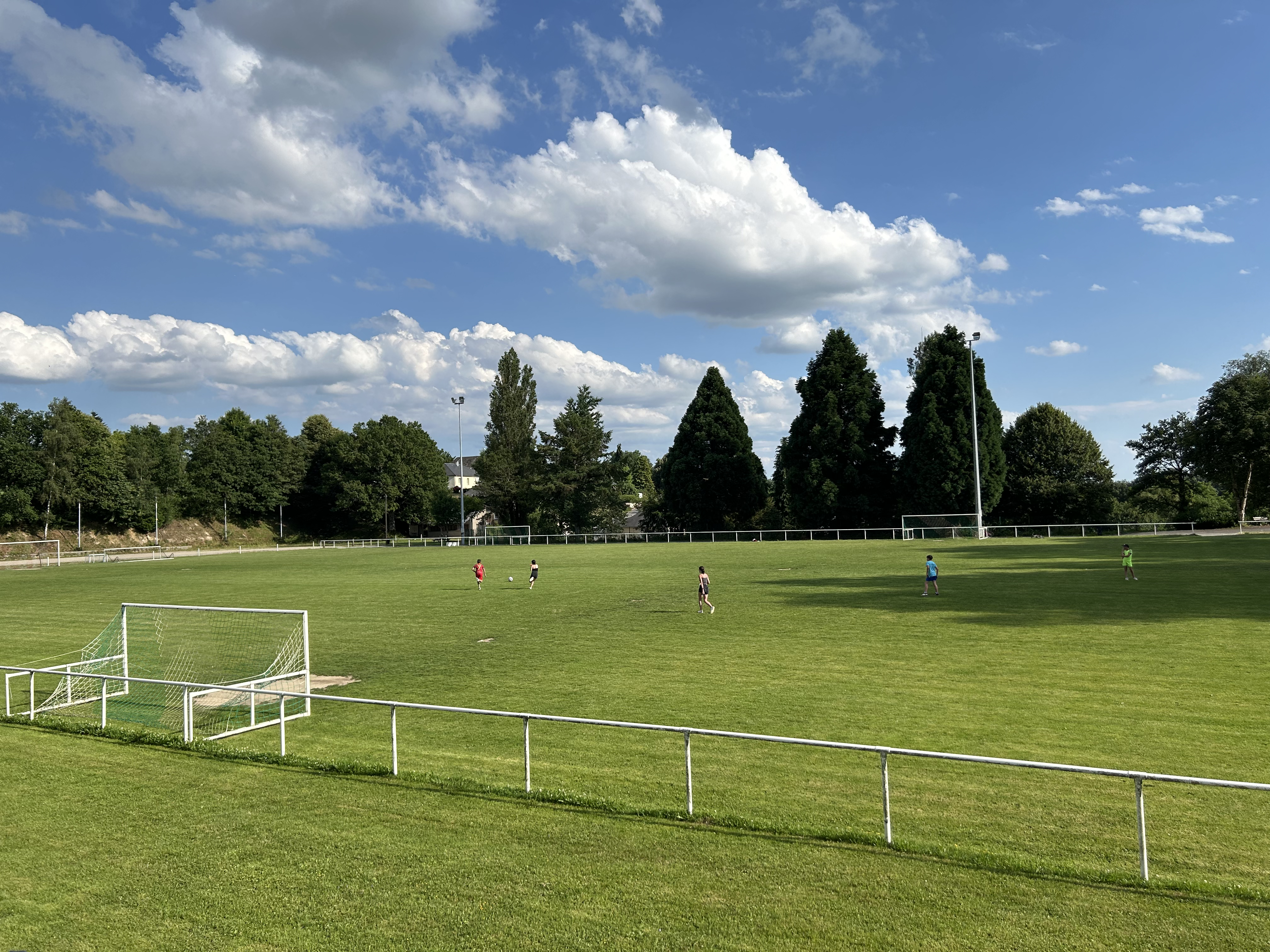
市政球场

### 教育
巴拉克维尔属于图卢兹学区。截至2023年1月1日，巴拉克维尔境内共有1所幼儿园、4所小学和2所初级中学。2022至2023学年度，巴拉克维尔境内共有在校中等教育阶段学生537名。

### 医疗
截至2023年1月1日，巴拉克维尔境内共有全科医生6名、保健师8名、牙医1名和护士19名。境内共有药房2家、养老院1家、残疾人帮扶中心1家。
距离巴拉克维尔最近的区域性医疗机构为罗德兹医疗集团，其主病区雅克·皮埃尔医院位于罗德兹市区，距离巴拉克维尔市区的正常车程大约21分钟，该院设有床位433个，是当地规模最大的公立综合性医院。

### 住房
2021年，巴拉克维尔境内共有各类住房1,619套，其中73.1%为独立式住宅，24.3%为集中式住宅。常住房屋占巴拉克维尔市镇范围内居民建筑总量的87.0%。
在住房保障政策方面，2023年，巴拉克维尔境内共有485户家庭获得了家庭津贴补助，受益人数占总人口数量的15.3%，其中135份为房租补助。

### 商业
2021年，巴拉克维尔境内共有各类实体商铺87家，其中餐厅5家、大型超市4家、杂货店2家、面包房4家、肉铺1家、银行门店3家、美容美发店5家、汽车维修店3家。巴拉克维尔镇中心东侧建有一家家乐福超市。

### 体育
2023年，巴拉克维尔境内共有1间体育馆、1座综合体育场、1处网球场、1处马术场、2处足球或橄榄球场以及1处篮球或排球场。
截至2024年11月，巴拉克维尔境内共有两家注册足球俱乐部。88希望足球俱乐部（Espoir Foot 88，编号552063）是当地的代表性足球队，其主队2024至2025赛季参加奥克西塔尼大区足球联赛丙组（法国第八级别），其主场为市政球场（Stade Municipal）。

### 环境
巴拉克维尔的环境事务由其所属的塞加利地区市镇公共社区联合各级政府协调负责。2021年，巴拉克维尔境内共有2家污染企业。

### 治安
2021年，巴拉克维尔市镇范围内共有1处宪兵队。
2023年，巴拉克维尔市镇范围内累计记录各类案件24起，其中盗窃类案件7起，人身侵犯类案件5起，毒品交易类案件2起。

## 文化

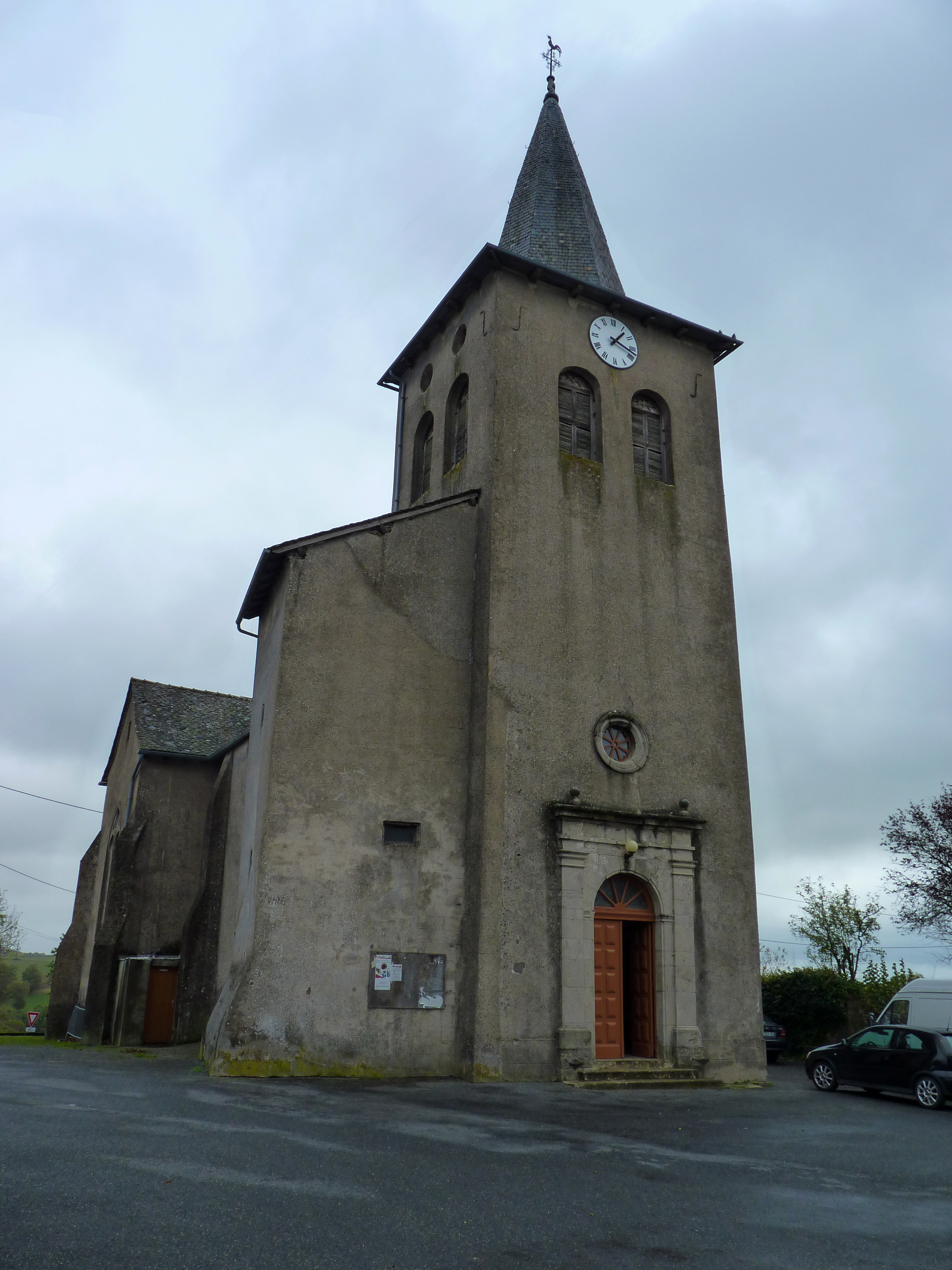
圣洛朗教堂

2023年，巴拉克维尔境内共有1家电影院。巴拉克维尔境内建有多媒体中心（Médiathèque），每周二、三、五、六向公众开放。

### 建筑
巴拉克维尔境内有多处历史建筑，其中圣洛朗教堂（Église Saint-Laurent de Carcenac-Peyralès）是当地的一处地标性建筑物。

### 旅游
巴拉克维尔的旅游事务由其所属的塞加利地区市镇公共社区联合各级政府协调负责。2024年，巴拉克维尔境内共有2家酒店共计47间房间。

### 媒体
法国主要的媒体均可在巴拉克维尔接收，法国电视三台下属的奥克西塔尼大区频道在部分时段播出巴拉克维尔所在阿韦龙省的地方新闻。《南部追寻》、《阿韦龙中央报》、《自由南方》、蓝色法兰西奥克西塔尼广播、奥克西塔尼电视台等为当地主要的地方性媒体。

## 友好城市
截至2024年12月，巴拉克维尔暂未建立任何友好城市关系。